# 200 Cigarettes
200 Cigarettes è un film del 1999, debutto alla regia della direttrice del casting Risa Bramon Garcia.

## Trama
Il film è ambientato nella notte di capodanno del 1981, ideale passaggio tra gli anni settanta e ottanta, e racconta la notte di alcuni single, gruppi di amici, parenti, artisti e musicisti, che hanno come comune intento quello di realizzare qualcosa di sensazionale entro la mezzanotte. Dopo aver girato diversi locali di New York, i vari personaggi si incontrano in una casa dell'Est Village per una festa, dove si crea un'atmosfera di eccitazione.

## Accoglienza

### Incassi
Il film ha incassato 6,8 milioni di dollari negli Stati Uniti, poco più del budget speso per la produzione (6 milioni di dollari).

### Critica
Il film ottiene il 29% delle recensioni professionali positive sul sito Rotten Tomatoes, con un voto medio di 4,42 su 10 basato su 62 critiche; sul sito Metacritic ottiene un punteggio di 33 su 100, basato su 26 critiche.

## Curiosità
- Il film vanta numerosi camei, tra cui quelli di Elvis Costello e Buster Poindexter.